# Fred Harman
Compléments
créateur de Red Ryder
Fred Harman (9 février 1902, Saint Joseph, Missouri - 2 janvier 1982, Phoenix, Arizona) est un dessinateur américain connu pour la bande dessinée  Red Ryder, scénarisée par Stephen Slesinger.

## Biographie
Harman avait deux mois quand ses parents ont déménagé de Saint Joseph (Missouri) à Pagosa Springs, Colorado, ville dans laquelle il a grandi et s'est familiarisé avec les chevaux et la vie dans un ranch. 
Alors qu'il travaille comme assistant imprimeur pour le The Kansas City Star, il rencontre les artistes employés par le journal. Âgé de 20 ans, il se met au dessin d'animation pour une société publicitaire locale, la Kansas City Film Ad Co. où il rencontre Walt Disney. Les deux jeunes animateurs travaillent ensemble avant que Walt ne parte pour Hollywood à la suite de la faillite de son premier studio, Laugh-O-Gram. 
Peu après, Harman part aussi en Californie où il se lance dans l'édition, l'illustration et la publication d'un magazine sur l'ouest qui s'interrompt au bout de trois numéros. Il lance sa série de strips Bronc Peeler et essaye de syndiquer lui-même cette œuvre en rendant visite à de nombreux journaux de la côte ouest. 
En 1938, il rencontre l'entrepreneur commercial Stephen Slesinger qui décide de le distribuer. Ils travaillent alors ensemble un an sur ce qui deviendra par la suite Red Ryder. Slesinger vend le strip à la NEA, se lance dans une campagne de promotion intensive et accorde des licences pour de très nombreux produits dont des comics, des Big Little Books, des romans, des programmes radiophoniques et des produits dérivés.
Après son retrait de la production du strip en 1964, Harman se met à la peinture dans son studio d'Albuquerque. Il devient en 1965 l'un des membres fondateurs de la Cowboy Artists of America aux côtés de Joe Beeler, Charlie Dye, John Hampton et George Phippen.
Les peintures d'Harman ont été exposées lors de la première exposition annuelle Cowboy Artists of America le 9 septembre 1966 au National Cowboy Hall of Fame d'Oklahoma City.
Harman est l'un des 75 hommes blancs de l'histoire à avoir adopté la Nation Navajo.
Il décède le 2 janvier 1982 à Phoenix, Arizona.